# Portugals Grand Prix 2020
Portugals Grand Prix 2020, officiellt Formula 1 Heineken Grande Prémio De Portugal 2020, var ett Formel 1-lopp som kördes den 25 oktober 2020 på Portimao i Portugal. Loppet var det tolfte loppet ingående i Formel 1-säsongen 2020 och kördes över 66 varv. Det var det första loppet i Portugal sedan 1996 och det första loppet som kördes på Algarve International Circuit (Portimao).

## Träning
Det första träningspasset kördes utan några olyckor, Valtteri Bottas satte det snabbaste varvet följt av Mercedes-kamraten Lewis Hamilton och Red Bulls Max Verstappen. Renault-föraren Esteban Ocon fick problem med motorn i slutet av passet och tvingades ta sig in till pit lane utan att använda växlarna.
I det andra träningspasset stoppades två gånger av röda flaggor, första gången när Alpha Tauri-föraren Pierre Gaslys bil tog eld och den andra när Lance Stroll och Max Verstappen kolliderade i första svängen. Snabbaste tiden sattes av Valtteri Bottas följd av Max Verstappen och Lando Norris. Kollisionen utreddes men inget straff utdelades till Stroll och Verstappen.
Det tredje träningspasset kördes utan problem ända fram till den sista minuten då det stoppades av  en röd flagga när ett brunnslock lossnade i den fjortonde svängen. Det snabbaste varvet sattes av Valtteri Bottas följt av teamkamraten Lewis Hamilton och Red Bulls Max Verstappen.

## Kvalet
Kvalet försenades med en halvtimme och kom igång först runt 15:30 svensk tid. Anledningen var att Sebastian Vettel under det tredje träningspasset körde på ett brunnslock som lossnade vilket orsakade en röd flagga. Bedömningen var att en reparation av brunnslocket var nödvändig vilket drog ut på tiden.

### Kval
| KR. | Nr | Förare             | Konstruktör               | Q1       | Q2       | Q3         | Grid |
| --- | -- | ------------------ | ------------------------- | -------- | -------- | ---------- | ---- |
| 1   | 44 | Lewis Hamilton     | Mercedes                  | 1:16,828 | 1:16,824 | 1:16,652   | 1    |
| 2   | 77 | Valtteri Bottas    | Mercedes                  | 1:16,945 | 1:16,466 | 1:16,754   | 2    |
| 3   | 33 | Max Verstappen     | Red Bull Racing-Honda     | 1:16,879 | 1:17,038 | 1:16,904   | 3    |
| 4   | 16 | Charles Leclerc    | Ferrari                   | 1:17,421 | 1:17,367 | 1:17,090   | 4    |
| 5   | 11 | Sergio Pérez       | Racing Point-BWT Mercedes | 1:17,370 | 1:17,129 | 1:17,223   | 5    |
| 6   | 23 | Alexander Albon    | Red Bull Racing-Honda     | 1:17,435 | 1:17,411 | 1:17,437   | 6    |
| 7   | 55 | Carlos Sainz, Jr.  | McLaren-Renault           | 1:17,627 | 1:17,183 | 1:17,520   | 7    |
| 8   | 4  | Lando Norris       | McLaren-Renault           | 1:17,547 | 1:17,321 | 1:17,525   | 8    |
| 9   | 10 | Pierre Gasly       | Alpha Tauri-Honda         | 1:17,209 | 1:17,367 | 1:17,803   | 9    |
| 10  | 3  | Daniel Ricciardo   | Renault                   | 1:17,621 | 1:17,481 | Ingen tid1 | 10   |
| 11  | 31 | Esteban Ocon       | Renault                   | 1:17,775 | 1:17,614 | 0          | 11   |
| 12  | 18 | Lance Stroll       | Racing Point-BWT Mercedes | 1:17,667 | 1:17,626 | 0          | 12   |
| 13  | 26 | Daniil Kvyat       | Alpha Tauri-Honda         | 1:17,841 | 1:17,728 | 0          | 13   |
| 14  | 63 | George Russell     | Williams-Mercedes         | 1:17,931 | 1:17,788 | 0          | 14   |
| 15  | 5  | Sebastian Vettel   | Ferrari                   | 1:17,446 | 1:17,919 | 0          | 15   |
| 16  | 7  | Kimi Räikkönen     | Alfa Romeo-Ferrari        | 1:18,201 | 0        | 0          | 16   |
| 17  | 99 | Antonio Giovinazzi | Alfa Romeo-Ferrari        | 1:18,323 | 0        | 0          | 17   |
| 18  | 8  | Romain Grosjean    | Haas-Ferrari              | 1:18,364 | 0        | 0          | 18   |
| 19  | 20 | Kevin Magnussen    | Haas F1 Team-Ferrari      | 1:18,508 | 0        | 0          | 19   |
| 20  | 6  | Nicholas Latifi    | Williams-Mercedes         | 1:18,777 | 0        | 0          | 20   |

| Vidare från första kvalrundan ▬▬ Vidare från andra kvalrundan ▬▬ |

107 %-gränsen: 1:22,205
Källor:  
- ^1  – Renault-föraren Daniel Ricciardo kom aldrig ut och körde någon flygande varv efter att han kört av banan i slutet av Q2.

## Loppet
Lewis Hamilton vann loppet och tog sin 92:a seger i karriären. Med detta slog han Michael Schumachers rekord på 91 F1-segrar och Hamilton blev därmed den Formel 1 förare som vunnit flest Grand Prix någonsin.

### Resultat
| Pos. | Nr | Förare             | Konstruktör          | Varv | Tid          | Grid | P   |
| ---- | -- | ------------------ | -------------------- | ---- | ------------ | ---- | --- |
| 1    | 44 | Lewis Hamilton     | Mercedes             | 66   | 1:29:56,828  | 1    | 261 |
| 2    | 77 | Valtteri Bottas    | Mercedes             | 66   | +25,592      | 2    | 18  |
| 3    | 33 | Max Verstappen     | Red Bull Racing      | 66   | +34,508      | 3    | 15  |
| 4    | 16 | Charles Leclerc    | Scuderia Ferrari     | 66   | +1:05,312    | 4    | 12  |
| 5    | 10 | Pierre Gasly       | Scuderia Alpha Tauri | 65   | +1 varv      | 9    | 10  |
| 6    | 55 | Carlos Sainz, Jr.  | McLaren              | 65   | +1 varv      | 7    | 8   |
| 7    | 11 | Sergio Pérez       | Racing Point         | 65   | +1 varv      | 5    | 6   |
| 8    | 31 | Esteban Ocon       | Renault F1           | 65   | +1 varv      | 11   | 4   |
| 9    | 3  | Daniel Ricciardo   | Renault F1           | 65   | +1 varv      | 10   | 2   |
| 10   | 5  | Sebastian Vettel   | Scuderia Ferrari     | 65   | +1 varv      | 15   | 1   |
| 11   | 7  | Kimi Räikkönen     | Alfa Romeo F1        | 65   | +1 varv      | 16   | 0   |
| 12   | 23 | Alexander Albon    | Red Bull Racing      | 65   | +1 varv      | 6    | 0   |
| 13   | 4  | Lando Norris       | McLaren              | 65   | +1 varv      | 8    | 0   |
| 14   | 63 | George Russell     | Williams F1          | 65   | +1 varv      | 14   | 0   |
| 15   | 99 | Antonio Giovinazzi | Alfa Romeo F1        | 65   | +1 varv      | 17   | 0   |
| 16   | 20 | Kevin Magnussen    | Haas F1 Team         | 65   | +1 varv      | 19   | 0   |
| 17   | 8  | Romain Grosjean    | Haas F1 Team         | 65   | +1 varv      | 18   | 0   |
| 18   | 31 | Nicholas Latifi    | Williams F1          | 64   | +2 varv      | 20   | 0   |
| 19   | 26 | Daniil Kvyat       | Scuderia Alpha Tauri | 64   | +2 varv      | 13   | 0   |
| RET  | 18 | Lance Stroll       | Racing Point         | 51   | Skada på bil | 12   | 0   |

| Förare och stall som tog poäng ▬▬ |

- ^1  – Inkluderar en extra poäng för snabbaste varv.

Källor: